# Cahours-Hofmann-Reaktion
Die Cahours-Hofmann-Reaktion ist eine Namensreaktion in der organischen Chemie. Sie ist nach dem Franzosen Auguste André Thomas Cahours (1813–1891) und dem Deutschen August Wilhelm von Hofmann (1818–1892) benannt, welche erstmals 1857 davon berichteten. Die Reaktion dient der Synthese von Trialkylphosphinoxid aus Phosphoniumhydroxid und einer Base.

## Übersichtsreaktion
Vierfach mit Alkyl- oder Arylgruppen substituiertes Phosphoniumhydroxid reagiert mit einer Base (hier Natriumhydroxid) zum entsprechenden dreifach substituierten Phosphinoxid und dem Kohlenwasserstoff der abgespaltenen Restgruppe.

## Reaktionsmechanismus
Im ersten Schritt des beschriebenen Reaktionsmechanismus bildet sich aus dem Phosphoniumhydroxid 1 ein fünffach gebundenes Phosphor-Intermediat 2. Dieses wird durch Zugabe der Base deprotoniert, worauf es zur Bildung einer P=O-Doppelbindung unter Abspaltung eines negativ geladenen Alkylrests  R kommt. Das gewünschte Trialkyphosphinoxid 3 wurde somit synthetisiert und das Alkylrest-Anion reagiert abschließend mit Wasser zum entsprechenden Kohlenwasserstoff.

## Modifikation
Alternativ können Trialkylphosphinoxide durch die Oxidation von Trialkylphosphin mit Salpetersäure gewonnen werden.